# 井上英夫
井上 英夫（いのうえ　ひでお、1947年10月1日-　）は、日本の法学者、金沢大学名誉教授。専門は社会保障法、福祉政策論。元民主主義科学者協会法律部会理事。
埼玉県秩父市生まれ。1970年早稲田大学法学部卒、78年同大学院民事法学博士課程満期退学。茨城大学人文学部助教授、1986年金沢大学助教授、教授、地域創造学類・人間社会環境研究科教授。2013年定年退職、名誉教授。日本社会保障法学会代表理事、厚労省ハンセン病問題検討会委員会、金沢市障害者施策推進協議会会長。全国老人福祉問題研究会会長、高齢者運動基金理事。

## 著書
- 『高齢者の人権が生きる地域づくり』自治体研究社 21世紀を地方自治の時代に! 1994
- 『高齢化への人類の挑戦 国連・高齢化国際行動計画2002』萌文社 2003
- 『患者の言い分と健康権』新日本出版社 2009
- 『住み続ける権利 貧困、震災をこえて』新日本出版社 2012

### 共編著・監修
- 『障害をもつ人々と参政権』編著 法律文化社 1993
- 『提言魅力ある看護のために』矢野正子共編 労働旬報社 1994
- 『高齢者医療保障 日本と先進諸国』脇田滋,上村政彦共編 労働旬報社 1995
- 『続・どうなるどうする介護保険 国際高齢者年と介護保険』福祉倶楽部,福井典子編 佐野英司、森川玉江、渡辺繁博共著 萌文社 1999
- 『実務社会保障法講義』高野範城共編 民事法研究会 実務法律講義 2007
- 『若者の雇用・社会保障 主体形成と制度・政策の課題』脇田滋,木下秀雄共編 日本評論社 龍谷大学社会科学研究所叢書 2008
- 『新たな福祉国家を展望する 社会保障基本法・社会保障憲章の提言』福祉国家と基本法研究会,後藤道夫,渡辺治共編著 旬報社 2011
- 『障害をもつ人々の社会参加と参政権』川崎和代,藤本文朗,山本忠共編著 法律文化社 2011
- 『災害復興と居住福祉』早川和男,吉田邦彦共編集 信山社 居住福祉研究叢書 2012
- 『現代日本生存権問題資料集成2-3』全19巻別冊 監修 すいれん舎 2014
- 『代読裁判 声をなくした議員の闘い』川﨑和代共編著 法律文化社 2014

## 注
1. ↑  民主主義科学者協会法律部会(民科)役員名簿・第23期（2011年秋～2014年秋）
2. ↑  『現代日本人名録』『住み続ける権利』著者紹介